# Bazy lotnictwa taktycznego
Bazy lotnictwa taktycznego (transportowego, szkolnego) (BLT, BLTr, BLSz)  – jednostki lotnicze szczebla taktycznego Sił Powietrznych. Pełnią one jednocześnie funkcję organów logistycznych.  Podporządkowane są pod skrzydła lotnicze. Ich przeznaczeniem jest realizacja zabezpieczenia bazujących na jej lotnisku pododdziałów  lotniczych.  Ponadto odpowiadają za proces szkolenia lotniczego oraz przygotowanie do realizacji zadań lotniczych eskadr.

## Zadania bazy
Bazy lotnictwa taktycznego, szkolnego i transportowego realizują zapieczenie bazujących na jej lotnisku pododdziałów (eskadr lotnictwa). Opowiadają za proces szkolenia lotniczego oraz przygotowanie do realizacji zadań lotniczych eskadr zgodnie z ich operacyjnym przeznaczeniem. Bazy pełnią jednocześnie funkcje organizacyjno-logistyczne. Powadzą naprawy i obsługę sprzętu lotniczego i zabezpieczenia naziemnego, a także  zapewnia trwałe utrzymanie w gotowości eksploatacyjnej lotniska.
Baza lotnictwa taktycznego odpowiada za przygotowanie pododdziałów do realizacji zadań bojowych. W warunkach wojny jej eskadry realizują zadania zwalczania celów powietrznych, niszczenia obiektów naziemnych i nawodnych oraz wykonują zadania na rzecz innych rodzajów sił zbrojnych.
Baza lotnictwa szkolnego odpowiadają za praktyczne szkolenie podchorążych na samolotach szkolno-treningowych i śmigłowcach.
Baza lotnictwa transportowego odpowiada za zabezpieczenie i realizację transportu lotniczego na korzyść innych jednostek wojskowych.

## Struktura organizacyjna bazy lotnictwa taktycznego
Struktura organizacyjna bazy składa się z czterech podstawowych elementów: sztabu, grupy działań lotniczych, grupy obsługi technicznej oraz grupy wsparcia.
Struktura w 2013
- dowództwo bazy i sztab
- pion ochrony informacji niejawnych
  - kancelaria tajna
  - kancelaria jawna
- sekcja bezpieczeństwa lotów
- sekcja medyczna
- pion głównego księgowego
- wojskowy port lotniczy
- grupa działań lotniczych
  - eskadra wsparcia działań lotniczych
  - 2 x eskadra lotnicza
- grupa obsługi technicznej
  - eskadra techniczna
  - eskadra zabezpieczenia obsługi
  - eskadra obsługi naziemnej SP
  - eskadra wsparcia obsługi technicznej
  - 2 x eskadra obsługi
- grupa wsparcia
  - eskadra wsparcia dowodzenia i zabezpieczenia
  - eskadra zabezpieczenia
  - eskadra dowodzenia

## Bazy lotnictwa SP Rzeczypospolitej Polskiej
| Logo | Nazwa                            | Miejsce          |
| ---- | -------------------------------- | ---------------- |
|      | 1 Baza Lotnictwa Transportowego  | Warszawa         |
|      | 8 Baza Lotnictwa Transportowego  | Balice           |
|      | 21 Baza Lotnictwa Taktycznego    | Świdwin          |
|      | 22 Baza Lotnictwa Taktycznego    | Malbork          |
|      | 23 Baza Lotnictwa Taktycznego    | Mińsk Mazowiecki |
|      | 31 Baza Lotnictwa Taktycznego    | Krzesiny         |
|      | 32 Baza Lotnictwa Taktycznego    | Łask             |
|      | 33 Baza Lotnictwa Transportowego | Powidz           |
|      | 41 Baza Lotnictwa Szkolnego      | Dęblin           |
|      | 42 Baza Lotnictwa Szkolnego      | Radom            |